# وت زرد ۴
وت زرد ۴ (به انگلیسی: Vat Yellow 4) یک ترکیب شیمیایی با شناسه پاب‌کم ۳۱۴۱۲ است.
شکل ظاهری این ترکیب جامد زردرنگ است اگرچه نمونه‌های بازرگانی آن مایع نارنجی چسبناک است. این ترکیب در رنگ آمیزی پارچه و کاغذ کاربرد دارد.